# Álvaro Reina
Álvaro Reina (Madrid, 3 de marzo de 1980) es un locutor profesional y actor de doblaje español. Fue locutor de radio en Los 40 Principales, DJ y productor. Ganó un premio por las conexiones con Rock In Rio en 2010.

## Biografía
Álvaro se dedica al mundo del doblaje desde el año 2002. Algunos de las películas en las que ha participado son estas : Hércules, Argo, El caballero oscuro, El destino de Júpiter, El francotirador, El lobo de Wall Streety La vida de Adele entre otras. 
En series sus doblajes más destacados son en Star Wars Rebels doblando a Ezra Bridger, Juego de tronos doblando a Bran Stark Big Time Rush doblando a Kendall y en Glee doblando a Sam Evans. 
También es la voz habitual del actor Tate Ellington en series como Quantico, Big Bang Theory o Shameless.
En cuanto a publicidad en verano de 2012 y en la temporada de la Eurocopa del mismo año locuta el anuncio de la compañía Halcón Viajes. También ha prestado su voz para anuncios de marcas como Burger King, Coca Cola, Zalando, Nescafé, Renault, Opel, Meetic, El País, El Corte Inglés... 
Empezó su actividad en la radio musical en una pequeña emisora local en 1994.
En los años siguientes siguió perfeccionando su estilo en diferentes emisoras hasta fichar en 2002 como parte del equipo fundador de Máxima FM.
Su labor en los inicios de Máxima FM le sirvió para demostrar que podía formar parte del personal de la nº1 : Los 40 Principales. Esto se hizo realidad en 2004.
Desde entonces Álvaro ha presentado programas como Zona 40, World Dance Music o el morning show Anda Ya . 
Además en 2010, Álvaro puso en marcha junto a su compañero Edu Naranjo un nuevo proyecto para la cadena : 40 Principales Hot Mix. Se trata de una fórmula alternativa adaptada a las madrugadas que pretende trasladar el ambiente de las pistas de baile de este país a la radio. 
Es este sonido HOT el que apoyó en sus sesiones que le llevaron a recorrer gran parte de España para utilizar la energía que transmite en la radio desde una cabina de dj. Un ejemplo fue la primera gira del programa : Energy Dance Floor, en la que fue pinchando en todas las salas más importantes del país. En el verano de 2013 llegó la segunda : 40 Hot Mix Road Show.
Álvaro también ha sido sustituto de Tony Aguilar en Del 40 al 1 (el programa musical más escuchado en España) cuando Tony estaba de vacaciones o por algún motivo no podía presentar el programa, además de presentar la edición dominical del mismo.
El locutor destaca por su símpatia a la hora de presentar temas y por su energética voz.
También ha participado en programas como La Ventana en Cadena Ser . 
En Primavera de 2012 se inició en el mundo de las producciones musicales publicando You're Gonna un tema dance-pop que cuenta con la voz de una de las nuevas y prometedoras voces del dance Marta Aguilera, el tema fue estrenado en radio en Anda Ya y después el mismo lo presentó en la edición weekend de su programa 40 Principales Hot Mix . Más tarde lanzó el videoclip de su tema, actualmente el videoclip además de internet puede verse en televisión en 40 TV (canal de televisión de Los 40 Principales ) una de las curiosidades del videoclip es que cuenta con la aparición de su compañera Mar Montoro la presentadora del programa La Mar de Noches en Los 40 Principales. 
El 14 de mayo del año 2013, Álvaro saca a la venta en tiendas digitales su segunda producción llamada I Want More con la vocal del cantante Angel Martos, el tema fue pre estrenado dos semanas antes en su programa 40 Principales Hot Mix en el videoclip aparece su compañera de Los 40 principales, Cristina Bosca . Su última producción vio la luz en 2014. El tema se llamó Music y contó con la voz de Jaime Perpiñá, vocalista de la Musicalité. 
En verano de 2014, Álvaro se despide de la radio durante la gira 40 Hot Mix Road Show para dedicarse íntegramente al doblaje y la locución publicitaria.